# Curie (Einheit)
Curie ist die veraltete Einheit der Aktivität eines radioaktiven Stoffes mit dem Einheitenzeichen Ci; sie wurde übergangsweise noch bis 1985 gebraucht, dann durch die SI-Einheit Becquerel ersetzt. Heute wird sie nur noch in der Werkstoffprüfung gebraucht. 1 Curie wurde ursprünglich als die Aktivität von 1 g Radium-226 definiert, und später auf den annähernd gleichen Wert 3,7 · 1010 Becquerel (= 37 GBq) festgelegt. Bis zur 6. Auflage der SI-Broschüre (1991) – aber nicht mehr in der 7. Auflage (1998) – wurde das Curie noch als „temporär zugelassene Einheit“ gelistet.
Die Einheit wurde nach Marie und Pierre Curie benannt, die zusammen mit Antoine Henri Becquerel 1903 den Nobelpreis für die Entdeckung der Radioaktivität erhielten.